# Pottiga
Pottiga è una frazione del comune tedesco di Rosenthal am Rennsteig.

## Storia
Il 1º gennaio 2019 il comune di Pottiga venne fuso con i comuni di Birkenhügel, Blankenberg, Blankenstein, Harra, Neundorf e Schlegel, formando il comune di Rosenthal am Rennsteig.